# Dejana
Dejana je žensko osebno ime.

## Izvor imena
Ime Dejana je različica moškega osebnega imena Dejan.

## Pogostost imena
Po podatkih Statističnega urada Republike Slovenije je bilo na dan 31. decembra 2007 v Sloveniji število ženskih oseb z imenom Dejana: 99.